# وکتور اینفورماتیک
وکتور اینفورماتیک (انگلیسی: Vector Informatik) شرکت نرم‌افزار آلمانی است، که در سال ۱۹۸۸ تأسیس شد.